# Igor Palčo
Igor Palčo je slovenský architekt. Zabývá se obytnými i občanskými stavbami.
Narodil se v roce 1967 v Bratislavě. Po studiu na Střední průmyslové škole uměleckého průmyslu SUPŠ v roce 1985 (R. Filla, V. Kordoš a M. Bockau), pokračoval v roce 1992 studiem na Vysoké škole výtvarných umění v Bratislavě. Absolvoval obor architektury (R. Janák, D. Kuzma, J. M. Bahna). V roce 1992 získává cenu prof. J. Lacka.
Po absolvování vysoké školy pracoval v ateliéru J. M. Bahny. Zde spolu s kolegy pracoval na návrhu centrály VÚB, za kterou v roce 1997 získal cenu Dušana Jurkoviče (J. M. Bahna, Ľ. Závodný a F. Starý).
V roce 2000 založil samostatnou kancelář. Ve svém ateliéru se věnuje různým návrhům s realizacemi, ale i architektonickým studiím, které zkoumají tvary architektury a urbanismu a jejich uplatnění v praxi.
Je členem Slovenské komory architektů, SA, a SFVU.
V současnosti se jeho ateliér spolupodílí na projektování komplexu River Park v Bratislavě.

## Biografie
- 1967 narozen v Bratislavě
- 1985 SUPŠ v Bratislavě u doc. Rudolfa Fily
- 1991 SRU Slippery Rock v USA, studijní pobyt
- 1992 VŠVU v Bratislavě obor architektura u doc. Jána Bahny
- 1992 Cena prof. J. Lacka
- 1992 AA Bahna Palčo Starý Závodný
- 1995 AA Bahna Palčo Starý Toma
- 1997 Jurkovičova cena za centrálu VÚB v Bratislavě
- 1997 Stavba roku za centrálu VÚB v Bratislavě
- 2000 vlastní ateliér architektury.

## Projekty
- Internáty VŠVU Drotárska cesta Bratislava 2002 - 2005 (Igor Palčo, Pavel Daniš, Naďa Doletinová, Marin Hraško, Helena Koladová, Martin Lukáč, Marián Michalák)
- Obytný komplex Slanec Juh Bratislava 2005 (Igor Palčo, Boris Bartánus, Naďa Doletinová, Rastislav Kňava, Peter Kopecký, Martina Řepová)
- Obytná zóna Krasňany Bratislava 2004 (Igor Palčo, Naďa Doletinová, Peter Kopecký, Martin Lukáč)
- Rekonstrukce a dostavba odletové haly Letiště M. R. Štefánika Bratislava 2005 (Igor Palčo, Naďa Doletinová, Rastislav Kňava, Peter Kopecký, Marek Varga)
- AUPARK Košice 2005 (Igor Palčo, Naďa Doletinová, Rastislav Kňava, Marek Varga)
- Obytný komplex Rendez Bratislava 2005 (Igor Palčo, Naďa Doletinová, Rastislav Kňava)